# Джордж Харрисон: жизнь в материальном мире
«Джо́рдж Ха́ррисон: жи́знь в материа́льном ми́ре» (англ. George Harrison: Living in the Material World) — документальный фильм Мартина Скорсезе в двух частях. Повествует о жизни и духовных исканиях Джорджа Харрисона от раннего детства до последних дней в швейцарской больнице.
Премьера состоялась 2 сентября 2011 года в США на кинофестивале «Теллурайд». 10 октября фильм вышел на DVD и Blu-ray. На экраны в России фильм вышел 23 августа 2012 года.

## Сюжет
В фильме рассказывается о ранних годах Харрисона в Ливерпуле, о первых музыкальных шагах, о его духовных исканиях. Детально отображено влияние индийской культуры на его музыку и личность. Раскрыто значение Харрисона как участника The Beatles. Показано его творчество и жизнь после распада The Beatles. В финале, вместо заключительных титров, на экране проходит список всех написанных музыкантом песен.
В фильме использованы материалы из архива вдовы Джорджа Харрисона — Оливии Харрисон. В фильм вошли интервью с Полом Маккартни, Ринго Старром, Йоко Оно, Эриком Клэптоном, Эриком Айдлом, Филом Спектором, Томом Петти и кришнаитским гуру Мукундой Госвами.

## История
После смерти Джорджа Харрисона в ноябре 2001 года к его вдове Оливии Харрисон поступило несколько предложений от различных кинокомпаний о создании биографической ленты о жизни Харрисона. Однако Оливия на все эти предложения ответила отказом. Сам Харрисон в своё время высказал ей желание создать документальный фильм на основе материалов из своего личного видеоархива. Создание подобного фильма заинтересовало Мартина Скорсезе. Оливия дала своё добро на участие Скорсезе в проекте, а сама решила выступить в качестве продюсера ленты.
Скорсезе много раз встречался с Харрисоном при жизни и всегда чувствовал интерес к духовным поискам битла. Он сказал в одном из интервью: «Я вырос в католической семье и в юности хотел стать священником. Эта тема никак не оставляет меня. Чем больше мы погружены в материальный мир, тем сильнее в нас стремление найти умиротворение и нужда в том, чтобы не отвлекаться на окружающие нас физические элементы». По словам Скорсезе, Харрисон «всегда пытался найти баланс между материальным и духовным» и его жизнь «была замечательным музыкальным и духовным путешествием».
В период с 2008 по 2009 год Скорсезе работал над фильмом параллельно со съёмками ленты «Остров проклятых». Съёмки фильма завершились в мае 2010 года. Мировая премьера состоялась 2 сентября 2011 года в США на колорадском фестивале «Теллурайд». На премьерном показе в Великобритании 2 октября 2011 года Пол Маккартни и Ринго Старр предались тёплым воспоминаниям о коллеге. По словам сэра Пола Маккартни, он был парнем, «прекрасным со всех сторон».
5 и 6 октября того же года фильм был показан на кабельном телеканале HBO. 10 октября фильм был выпущен компанией Lionsgate на DVD и Blu-ray. Одновременно с показом фильма на телевидении также была выпущена одноимённая книга, в которую вошли фотографии, отрывки из дневников и письма Джорджа Харрисона.

## В ролях
- Джордж Харрисон
- Эрик Клэптон
- Терри Гиллиам
- Эрик Айдл
- Джордж Мартин
- Пол Маккартни
- Йоко Оно
- Том Петти
- Фил Спектор
- Ринго Старр
- Джеки Стюарт
- Клаус Форман
- Астрид Кирхгерр
- Патти Бойд
- Кен Скотт
- Джейн Биркин
- Нил Аспиналл
- Рави Шанкар
- Мукунда Госвами
- Билли Престон
- Джефф Линн
- Джим Келтнер
- Оливия Харрисон
- Рэй Купер
- Дхани Харрисон

## Deluxe Edition CD
1. «My Sweet Lord» (Demo) — 3:33
2. «Run of the Mill» (Demo) — 1:56
3. «I'd Have You Anytime» (Early Take) (George Harrison, Bob Dylan) — 3:06
4. «Mama, You’ve Been on My Mind» (Demo) (Bob Dylan) — 3:04
5. «Let It Be Me» (Demo) (Gilbert Bécaud, Mann Curtis, Pierre Delanoë) — 2:56
6. «Woman Don't You Cry for Me» (Early Take) — 2:44
7. «Awaiting on You All» (early take) — 2:40
8. «Behind That Locked Door» (Demo) — 3:29
9. «All Things Must Pass» (Demo) — 4:38
10. «The Light That Has Lighted the World» (Demo) — 2:23